# Staré Oldřůvky
Staré Oldřůvky este o arie protejată (arie specială de conservare — SAC, sit de importanță comunitară — SCI) din Republica Cehă întinsă pe o suprafață de 0,04 ha, integral pe uscat.

## Localizare
Centrul sitului Staré Oldřůvky este situat la coordonatele 49°46′35″N 17°39′24″E / 49.776389°N 17.656667°E.

## Înființare
Situl Staré Oldřůvky a fost declarat sit de importanță comunitară în aprilie 2005 pentru a proteja 2 specii de animale. Situl a fost protejat și ca arie specială de conservare în aprilie 2014.

## Biodiversitate
Situată în ecoregiunea continentală, aria protejată nu include niciun habitat protejat.
La baza desemnării sitului se află mai multe specii protejate de  mamifere (2): liliac cărămiziu (Myotis emarginatus), liliac comun (Myotis myotis).